# Ґловінськ
Ґловінськ (пол. Głowińsk, нім. Treuglöwen) — село в Польщі, у гміні Рипін Рипінського повіту Куявсько-Поморського воєводства.
Населення — 382 особи (2011).
У 1975-1998 роках село належало до Влоцлавського воєводства.

## Демографія
Демографічна структура станом на 31 березня 2011 року:
|          | Загалом | Допрацездатний вік | Працездатний вік | Постпрацездатний вік |
| -------- | ------- | ------------------ | ---------------- | -------------------- |
| Чоловіки | 197     | 55                 | 124              | 18                   |
| Жінки    | 185     | 35                 | 107              | 43                   |
| Разом    | 382     | 90                 | 231              | 61                   |